# ۵۰۸ (پیش از میلاد)
۵۰۸ (پیش از میلاد) ۵۰۸مین سال قبل از تقویم میلادی است.